# De Pieper (polder)

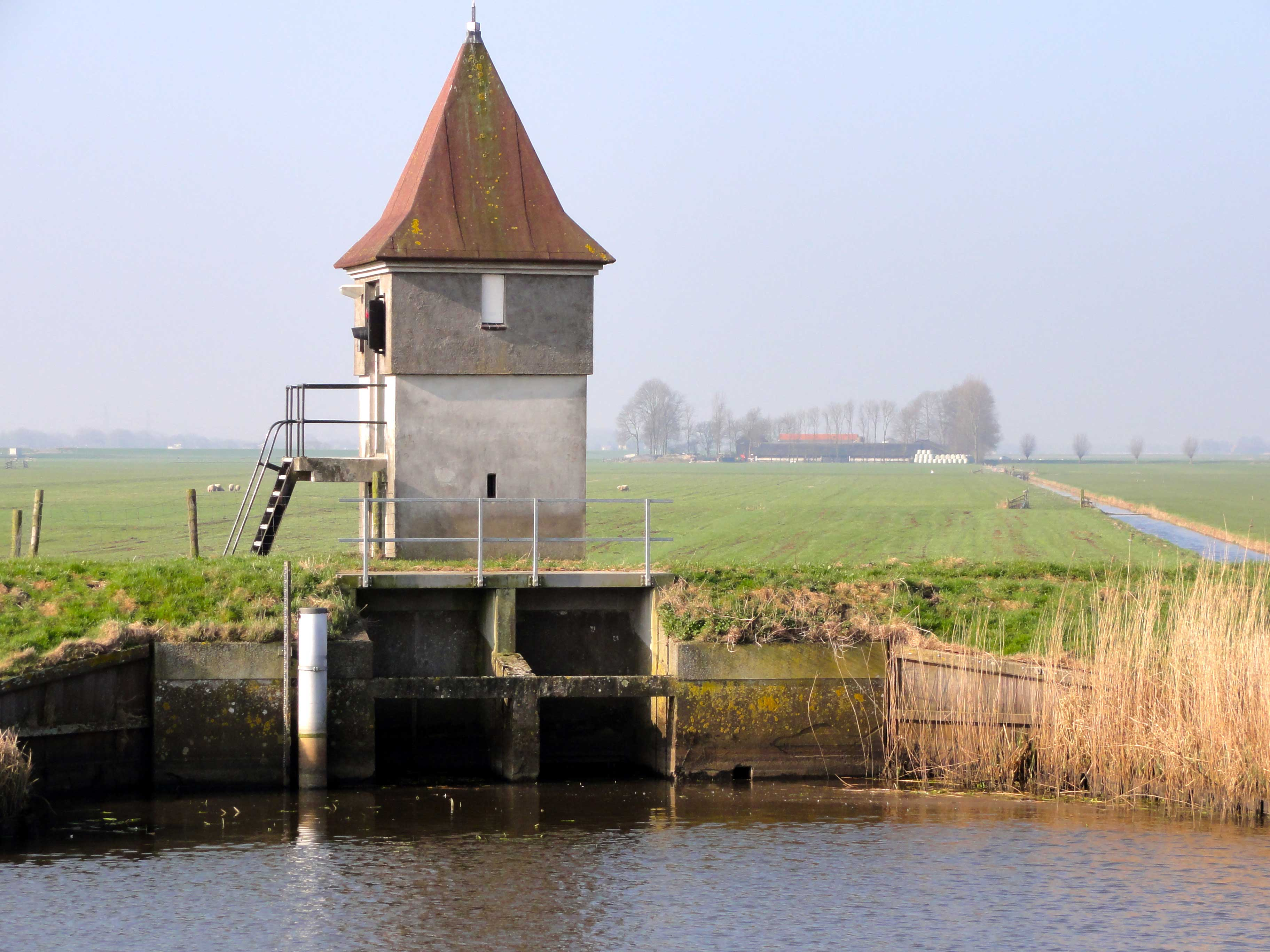
Gemaaltje aan de Veneriete in de polder de Pieper

De polder de Pieper is een polder van circa 200 hectare ten oosten van de Mandjeswaard in de Nederlandse provincie Overijssel.

## Beschrijving
De polder de Pieper wordt begrensd door de Goot, de Veneriete en een slaperdijk. De polder maakt deel uit van het, in 2005 tot Nationaal Landschap aangewezen, gebied de IJsseldelta. Aan de andere zijde van de Goot ligt de Mandjeswaard. Er was een voetveer over de Goot naar de Mandjeswaard, maar dat is opgeheven. Een veerbel, de "belle", bij het Pieperstrand herinnert nog aan dit verdwenen veer. Deze "belle" is erkend als provinciaal monument. Na de overstroming van 1825 werd de Grote- of Prinsensluis in de Veneriete aangelegd. Bij deze sluis werd een overlaatkade bij de Veneriete gebouwd, waardoor bij hoog water de polder vol kon stromen. In het westelijk gedeelte van de polder, de oude Pieper, staan de boerderijen op terpen. Na de komst van een stoomgemaal in 1865 werd de overlaatkade op dijkhoogte gebracht. Aan de noordzijde van de polder vond door aanslibbing tot 1932 landaanwinning plaats. De aanleg van de Afsluitdijk betekende het einde van de landwinning. Aan de rand van de polder bevinden zich aan het Zwarte Meer biezenvelden. Deze biezen werden gebruikt voor de fabricage van matten.